# 今瀧寺 (掛川市)
今瀧寺（こんりゅうじ、英語: Konryū-ji）は、静岡県掛川市の寺院である。山号は如意輪山（にょいりんざん）。旧寺号は正瀧寺。

## 概要
静岡県掛川市に所在する真言宗の寺院である。小笠山丘陵に隣接して立地している。聖武天皇の勅願により、行基が開山した。かつては正瀧寺と呼ばれていたが、のちに今瀧寺に改称した。境内に「ぼけ封じ観音」が建立されており、高齢者らの信仰を集めている。遠江三十三観音霊場の第三十二番札所であると同時に、遠州小笠郡南部新四国八十八ヶ所霊場の第七十四番札所でもある。

## 本尊
- 如意輪観世音菩薩[1][3]

## 歴史
今瀧寺の起源は奈良時代にまで遡る。聖武天皇の勅願により、729年（旧暦天平元年）に行基が創建した。行基は養老年間（717年～724年）の前よりこの地方で教化事業を展開したとされるが、小笠山を挟んで法多山の反対側にあたるこの地に着目した。山や水に縁のあるこの地を霊場に見立てて、行基は精舎を設け説法に勤しんだという。この精舎が今瀧寺の起源とされている。
当初は正瀧寺と称しており、鎌倉時代に入って1204年（旧暦元久元年）になると十二坊観音堂が建立された。戦国時代に入ると、遠江国は度々戦乱に巻き込まれるようになる。正瀧寺も高天神城の戦いに巻き込まれ、堂宇伽藍は全て焼失した。その際に文化財や記録などは全て失われた。これまでは真言密教の道場として興隆を誇っていたが、この戦渦により往時の輝きを失った。
江戸時代に入り、1615年（旧暦元和元年）に今瀧寺と改称された。1622年（旧暦元和8年）、この地の住民により再興を果たした。江戸時代の国学者である内山真龍の『遠江国風土記伝』によれば、今瀧寺には朱印地として5石が安堵されていた。現在は高野山真言宗に属している。

## 境内
本尊である如意輪観世音菩薩像は、木造の座像であり、729年（旧暦天平元年）に行基が制作したと伝えられている。開帳は60年ごとである。両脇に毘沙門天像や不動明王像を配して本堂に安置されている。本堂は1622年（旧暦元和8年）に建てられたとされる。
また、客殿には不動明王像が中心に安置され、脇に弘法大師像と薬師如来像が配されている。釣鐘堂の梵鐘は金属類回収令に基づき戦時に供出されたが、1982年（昭和57年）10月に新たな梵鐘を吊るすことになった。
また、境内にはぼけ封じ観音が祀られており、高齢者の悩みの解消やぼけ封じが祈願されている。

## 文化財
境内の三門は、2本のイヌマキを利用して形作られている。このイヌマキは樹齢400年ほどと推定されている。1990年（平成2年）4月6日、「今瀧寺イヌマキ2本」として大東町により天然記念物の文化財に指定された。また、境内のソテツも樹齢400年ほどと推定されている。こちらも1990年（平成2年）4月6日に「今瀧寺ソテツ2本」として大東町により天然記念物の文化財に指定された。

### 註釈
1. 1 2  静岡県小笠郡大東町は、掛川市、大須賀町と合併し、2005年に新制掛川市が設置された。

## 関連人物
- 行基
- 聖武天皇